# نورمن ملکلم
نرمن ملکلم (به انگلیسی: Norman Malcolm) (زاده ۱۱ ژوئن ۱۹۱۱ – مرگ ۴ اوت ۱۹۹۰ میلادی) یک فیلسوف آمریکایی بود. او در شهر سلدن در ایالت کانزاس متولد شد. او بعدها به تدریس فلسفه در دانشگاه کرنل پرداخت.
ملکلم از شاگردان لودویگ ویتگنشتاین بود و به بررسی مفاهیمی مانند معرفت، قطعیت، حافظه و رؤیا پرداخته‌است. ملکلم رؤیا را تجربه‌ای که هنگام خواب رخ می‌دهد در نظر نمی‌گیرد و استدلال می‌کند که رؤیا را باید آنها را بر اساس آنچه ما هنگام بیداری «بیاد می‌آوریم» فهمید. ملکلم در کتاب؟ Wittgenstein: A Religious Point Of View به بررسی جاذبه‌هایی که تفکر مذهبی برای ویتگنشتاین داشته پرداخته و به گمانه زنی در مورد دلایلی که مانع از تعهد کامل مذهبی ویتگنشتاین شد پرداخته‌است. ملکلم به جای بازی های زبانی ویتکنشتاین از واژه سیستم استفاده کرده و معتقد بود سیستم های متفاوت هر کدام عقلانیت خاص به خود را دارند بنابراین ارزیابی و نقد هر کدام از این سیستم ها تنها با قواعد و چهارچوب خاص به آن امکان پذیر است

## آثار
- Ludwig Wittgenstein: A Memoir
- Moore and Ordinary Language
- Wittgenstein: A Religious Point Of View?
- Nothing Is Hidden: Wittgenstein's criticism of his early thought
- Problems of Mind: Descartes to Wittgenstein
- Knowledge and Certainty
- Consciousness and Causality (with D. M. Armstrong)
- Memory and Mind
- Dreaming and Skepticism
- Wittgenstein: The Relation of Language to Instinctive Behaviour (J.R.Jones Memorial Lecture) Publisher: University of Wales, Swansea (Dec. 1981)
- Thought and knowledge
- Wittgensteinian themes (edited by جرج هنریک فون وریکت) and Dreaming.